# Tegecoelotes mizuyamae
Tegecoelotes mizuyamae is een spinnensoort in de taxonomische indeling van de nachtkaardespinnen (Amaurobiidae).
Het dier behoort tot het geslacht Tegecoelotes. De wetenschappelijke naam van de soort werd voor het eerst geldig gepubliceerd in 2008 door Hirotsugu Ono.